# George Hatsopoulos
George Nicholas Hatsopoulos, né le 7 janvier 1927 à Athènes et mort le 20 septembre 2018 à Lincoln au Massachusetts, est un physicien et un ingénieur mécanicien connu pour ses travaux en thermodynamique et pour avoir fondé la société d'instrumentation Thermo Electron Corporation.

## Biographie
Après ses études à l'université polytechnique nationale d'Athènes, George Hatsopoulos rejoint le Massachusetts Institute of Technology où il reçoit un BSc en 1950, un diplôme d'ingénieur en mécanique en 1954 et un PhD en 1956. À cette date, il devient professeur assistant au MIT.
En 1965, il publie avec Joseph Henry Keenan un ouvrage dans lequel le second principe est reformulé comme état d'équilibre d'un système après relaxation des contraintes. En 1976, il publie avec Elias P. Gyftopoulos une série d'articles qui préfigurent l'application de la thermodynamique à la mécanique quantique.
La thèse de Hatsopoulos est cofinancée par le MIT et la société Matrad Corporation à New York pour laquelle il travaille sur un projet de capteur thermo-ionique (Thermo-Electron Engine). En 1956, il fonde avec N. Nomikos, propriétaire de Matrad, une nouvelle société nommée Thermo Electron Corporation pour exploiter la découverte d'Hatsopoulos. Cette société se développera ultérieurement dans l'instrumentation scientifique. Hatsopoulos en deviendra président en 1965 en même temps que lecteur senior au MIT.
C'est également lui qui créa le premier cœur artificiel

## Distinctions
- Médaille John Fritz (en) en 1996.
- Médaille Henry Laurence Gantt en 1996
- Heinz Awards en 1997 dans le domaine des technologies, économie et emploi
- Récompense Pittcon Heritage (en) du Chemical Heritage Foundation en 2011.